# Transient recorder
Een transient recorder is een oscilloscoop met een geheugen, die in staat is om een eenmalig voorkomend elektrisch signaal vast te leggen. Een goed Nederlands woord lijkt hiervoor niet te zijn.
Bij een normale oscilloscoop moet het signaal repeterend zijn om op het het scherm zichtbaar te zijn. Om bijzondere signalen vast te leggen die zelden voorkomen is dat niet geschikt. De transient recorder kan dergelijke signalen in zijn geheugen vasthouden en ze vanuit het geheugen zichtbaar maken. 
Inherent aan de transient recorder is de uitgebreide manier om eenmalige signalen te detecteren. Vaak kunnen ingewikkelde combinaties van triggerpunten opgegeven worden. Bijvoorbeeld: een signaal moet eerst boven een bepaalde waarde komen en vervolgens beneden een bepaalde waarde, voordat het opgeslagen wordt.
Het grote voordeel van de transient recorder is de mogelijkheid om een signaal te bekijken vóór het triggerpunt. Dit wordt bereikt door het signaal constant in het geheugen op te nemen, en bij een trigger de opname te stoppen. Het deel dat op dat moment in het geheugen zit, was van voor het triggerpunt.
Transient recorders kunnen meestal meerdere signalen tegelijkertijd opnemen, dat kan variëren van 8 kanalen tot meer dan 100.